# Synagogue de Nagy Fuvaros utca
La Synagogue de Nagy Fuvaros utca (en hongrois : Nagy Fuvaros utcai zsinagóga) est une synagogue située dans  Nagy Fuvaros utca, quartier de Magdolna, dans le 8e arrondissement de Budapest.